# Aerólito

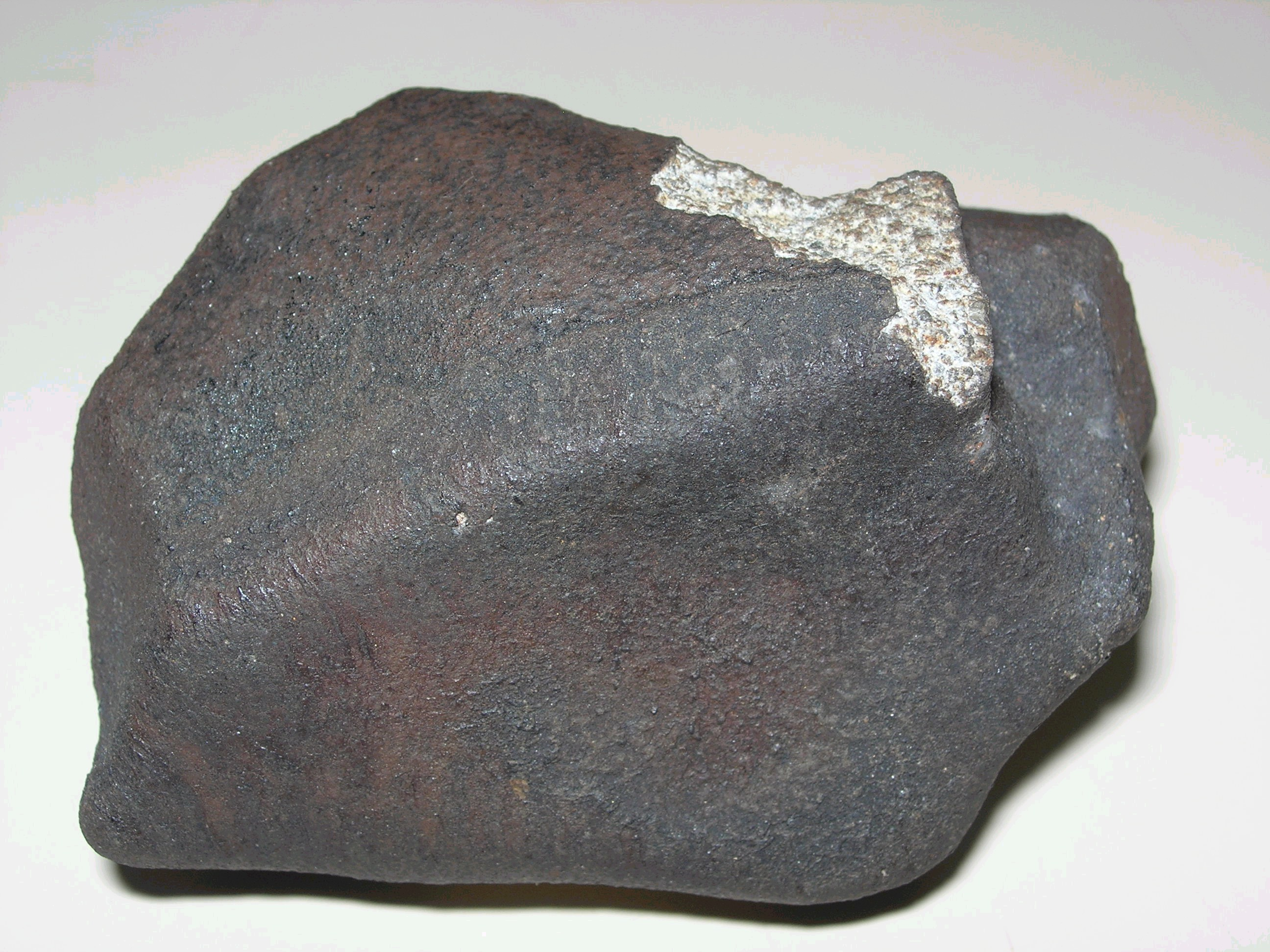
Um aerolito que caiu na cidade brasileira de Marília.

Um aerolito  ou aerólito (também chamado meteorito rochoso ou meteorito pétreo) é um corpo sólido proveniente do espaço exterior. Atraídos pela gravidade terrestre, os aerolitos penetram na atmosfera de nosso planeta, incandescendo pelo atrito do ar e provocando fenômenos luminosos pela compressão e consequente aumento de calor dos gases atmosféricos. Apresentam-se, por fusão ou evaporação, sob a forma de uma nuvem de poeira cósmica, ou atingem o solo em fragmentos mais ou menos volumosos, constituídos de elementos conhecidos, sendo metais de Oxigênio, Silício, Magnésio e uma reduzida porcentagem da liga ferro-níquel. Em geral, todavia, consomem-se inteiramente antes de alcançar a superfície terrestre. Sua proveniência ainda é discutida, crendo alguns que se tenham desprendido do Sol, quando se formaram os planetas, e outros, que resultam de desagregação destes.

## Classificação
Os aerolitos classificam-se em:

### Condritos
São meteoritos rochosos que não foram criados no interior de um planeta ou asteroide ou seja, que não são diferentes. Possuem idade entre 4,55 e 4,6 bilhões de anos.
O nome condrito vem de côndrulos, esferas de minerais que variam entre 0,1 e 4 mm.
Os condritos estão divididos nas seguintes categorias: Condritos carbonáceos (C), condritos ordinários (OC), enstatita condrito (E) e outras duas classes menores, rumurutitos (R) e kakangaritos (K); e algumas dessas classes apresentam grupos menores. Esta classificação é feita de acordo com petrologia, mineralogia, isótopos de oxigênio e a quantidade e distribuição do ferro no meteorito.
As classes dos meteoritos condritos são as seguintes:
Condritos carbonáceos (C): Possuem pouco ou nenhum ferro e são altamente oxidados. Se dividem em diferentes classes (CI,CM,CO,CV,CK,CR,CH e CB) de acordo com a composição química e os isótopos de oxigênio.
Os condritos carbonáceos são considerados os condritos mais primitivos, com elementos que se assemelham ao da composição do Sol.
- Tipo CI: Considerados os mais primitivos do Sistema Solar e não possuem côndrulos
- Tipo CM: Existem em maior número quando comparados aos demais carbonáceos e possuem côndrulos bem formados.
- Tipo CO: Possuem muitos côndrulos, geralmente pequenos.
- Tipo CV: Possuem côndrulos grandes e numerosos.
- Tipo CK: Em geral possuem tipo petrográfico 5 e côndrulos em abundância.
- Tipo CR: Por conterem bastante metal são diferentes dos demais carbonáceos.
- Tipo CH: Corresponde a um tipo raro de condrito carbonáceo com alto teor de ferro.
- Tipo CB: Grupo novo. Apresenta côndrulos pequenos, medindo cerca de centímetros.

Condritos ordinários (OC): É o tipo mais usual de meteorito condrito e o ferro é utilizado na classificação deste tipo de aerolito, sendo divididos em três grupos: H, L, LL.
- H: Possui teor elevado de ferro, que varia entre 25% a 30% no total.
- L: Possui teor de ferro menor que os meteoritos do grupo H, possuindo quantidade variando entre 20% a 25%.
- LL: Apesar de possuir baixo teor de ferro, este metal pode ser visualizado a olho nu na superfície do aerolito. Os meteoritos deste grupo somente serão atraídos por um ímã mais forte.

Enstatita condrito (E): É um tipo pouco frequente de meteorito. Estão divididos em dois grupos:
- EH (alto teor de ferro).
- EL (baixo teor de ferro).

### Acondrito
São meteoritos semelhantes às rochas terrestres e que não possuem côndrulos. Tais aerolitos sofreram diferenciação completa (excetuando-se os acondritos primitivos). Os acondritos incluem meteoritos oriundos de grandes asteroides (Vesta), da Lua e de Marte, provenientes do manto ou crosta do corpo parental. Trata-se de um tipo raro de meteorito.
As classes dos meteoritos condritos são as seguintes:
- Eucritos (EUC): São os acondritos mais comuns. Por serem ricos em cálcio  essa razão são de coloração cinza clara e possuem crosta de fusão brilhante.
- Diogenitos (DIO): São oriundos de regiões profundas, abaixo da crosta.
- Howarditos (HOW): Assim como os eucritos e diogenitos, os howarditos possuem crosta de fusão brilhante devido a presença de cálcio e são semelhantes ao solo regolítico lunar.
- Angritos (ANG): Recebem esse nome devido ao meteorito que caiu em 1869 em Angra dos Reis, permanecendo por aproximadamente um século como o único deste tipo. São compostos de minerais primários ricos em cálcio: olivina, anortita e clinopiroxênio.
- Aubritos (AUB): Apresentam-se crosta de fusão bege e o interior esbranquiçado. Apresentam pouco ferro.
- Ureilitos (URE): Tais meteoritos sofreram um forte impacto, que foi suficiente para transformar grafite em diamante. Diamantes foram descobertos neste meteorito em Novo-Urei em 1888.

Meteoritos marcianos (SNC): são denominados SNC devido aos tipos Shergotito, Nakhlito e Chassignito. São provenientes de Marte, possuindo composição isotópica de oxigênio similar a da atmosfera marciana (que foi determinada pelos dados da sonda Viking, da NASA). Isso permitiu a aceitação da comunidade científica como sendo meteoritos oriundos de Marte, o que antes era alvo de muito ceticismo.
- Shergotitos: apresentam sinais de metamorfismo de choque que levam a formação de vidro.
- Nakhlitos: Apresentam minerais que dão cor esverdeada às rochas, como olivina e piroxênio (rico em cálcio).
- Chassignitos: Compostos de olivinas ricas em ferro.

Meteoritos lunares: São meteoritos que, por meio de impactos, foram ejetados da Lua, sendo capturados pela Terra. As composições dos meteoritos lunares são idênticas às rochas provenientes da Lua, diferenciando de qualquer rocha terrestre.
- Basaltos: Ricos em ferro, olivina e plagioclásio pobre em ferro. São provenientes dos mares lunares.
- Brechas: As brechas são rochas formadas por diversos pedaços de minerais e rochas, unidos por um cimento mineral. São compostos de diferentes minerais de quando a própria Lua estava sendo formada.

Acondritos primitivos: Diferente dos acondritos em geral, os chamados acondritos primitivos não sofreram diferenciação completa. São subdivididos em três grupos:
- Acapulcoitos (AC): São abundantes em minerais de ortopiroxênio, com quantidade menor de ferro-níquel e olivinas.
- Lodranitos (LOD): Possuem predominantemente olivina.
- Winonaitos (WIN): Algumas vezes possuem regiões com côndrulos e podem conter elementos metálicos.[3]

## Colisões
Estima-se que cerca de 1000 toneladas de objetos cósmicos atinjam a atmosfera terrestre diariamente. A qualidade destes objetos é variável, podendo ser desde fragmentos de planetas até poeira cósmica, possuindo diversos tamanhos. Se um corpo como esse possuir o diâmetro igual ou superior a 10 centímetros, ele já pode conseguir "sobreviver" a queima da entrada na atmosfera terrestre e atingir o solo. Quase todos os aerolitos são pequenos, com dimensão tão pequena que milhares podem caber na palma das mãos. Entretanto existem meteoritos de grandes dimensões, como em 1929 quando foi descoberto em Grootfontein, na Namíbia, possuindo cerca de 50 a 70 toneladas. Maiores do que este caíram em Julho de 1908, na Sibéria, em Tunguska, possuindo cerca de 40.000 toneladas. No Arizona, há cerca de 30.000 anos, a conhecida "Cratera do Meteoro" foi formada, apresentando massa de cerca de 150 milhões de toneladas. Bendengó o maior meteorito brasileiro conhecido até o momento.

### Grootfontein
Foi na Namíbia, há cerca de 80.000 anos, que o maior meteorito conhecido no nosso planeta caiu e pelo menos sua idade seja de 200 milhões de anos. Estão presentes em sua composição vários elementos  que não são encontrados na Terra com facilidade. Em 1920, Jacobus Hermanus, um agricultor, foi quem descobriu o meteorito que estava em um dos seus campos perto de Grootfontein, no norte da Namíbia.
O maior meteorito conhecido na Terra, o Meteorito Hoba, não é só como também se trata no maciço natural com maior percentagem de ferro sobre a superfície da Terra. A sua composição é de 82,4% de ferro, 16,4% de níquel, cobalto ,76%, 0,04% de fósforo e com alguns vestígios de carbono, zinco, cobre ,gálio , cromo, enxofre, germânio e Irídio. Contém características de minerais que realmente só existem na Terra em meteoritos como Triolite.
As dimensões do meteorito é cerca de 2,90 m de comprimento, 2,84 m de largura com uma profundidade que varia de 0,73 m a 1,19 m.
O meteorito foi declarado pelo então governo do Sul da África Ocidental como Monumento Nacional em 1955. Apesar da designação do meteorito,até 1985, sofreu vários atos de vandalismo ao longo dos anos, data em que a empresa de Urânio, Rossing, doou fundos para a evitar o vandalismo assim ajudando o Governo Namibiano .
Em 1987, o governo local recebeu como doação do proprietário da fazenda, o campo onde se encontra o meteorito. Hoje, o meteorito Hoba, o maior conhecido na Terra é visitado por milhares de turistas todos os anos.

### Tunguska
Às 7 horas e 17 minutos da manhã, no dia 30 de Junho de 1908, um bola flamejante cruzou o céu, na taiga siberiana. As pessoas que estavam no trânsito pela Estrada de Ferro Transiberiana não tiravam os olhos daquela gigantesca bola de fogo que cruzara o céu. Tempo depois, ouviram uma grande explosão e tremores foram sentidos a 900 quilômetros de distância do dali, em Irkutsk. Rebanhos de renas e de animais silvestres foram mortos; pessoas desabrigadas e que estavam por perto, foram atirados para o ar por conta do grande impacto de um meteorito rochoso. Em um raio de mil quilômetros foram registrados incidentes devido ao impacto.
Academia Soviética das Ciências, nos anos de 1961 e 1963, mandou duas expedições ao local.  Nessas expedições, feitas com equipamentos de tecnologia de ponta e com o auxílio de ótimos cientistas, concluíram que, naquele lugar havia uma quantidade elevada de radiação. As medições das energias radioativas foram de aproximadamente de 2,8 x 10²³ ergs. (erg, na ciência, vale como "medida de trabalho").  Essa energia em ergs corresponde à força de uma bomba atômica de 10 megatons. Na taiga, a 18 quilômetros do núcleo da explosão, foram encontradas árvores que, no momento da explosão, foram queimadas por conta que estavam expostas à radiação. As carbonizações foram encontradas apenas aonde não havia obstáculos que impedissem o caminho da radiação. Então, constataram que a causa desse ocorrido foi por conta de uma radiação gigantesca equivalente a uma bomba nuclear causada por um meteorito.

### Cratera de Barringer
A cratera, no meio da planície árida de arenito do deserto do Arizona, formada por um impacto do meteorito, está localizado perto da cidade de Winslow. A cratera, que tem um diâmetro de 1.250 metros com uma profundidade de 173 metros, possui uma circunferência de 5 km.
Formada há 50.000 anos, quando um enorme meteorito de ferro e níquel com um peso de milhões de toneladas e 25-30 metros de diâmetro bateu na rocha sólida da planície do Arizona a uma velocidade de 70.000 km/hora.
A colisão gerou uma força maior do que qualquer explosão nuclear causada pelo homem. Causando uma destruição de todas as formas de vida a uma distância de quilômetros em relação ao ponto de impacto.
Em 1890 fragmentos de meteoritos de ferro-níquel foram encontrados nas planícies ao redor, o que levou alguns cientistas supor, que a  cratera não era um vulcão extinto, como era proposto.  Em 1902 Daniel Barringer Moreau, um engenheiro de minas, comprou o terreno, onde fica a cratera na esperança de encontrar os restos do meteorito.
Barringer, nunca encontrou os restos do meteorito e os cientistas acreditam agora, que a parte principal do meteorito de 80 por cento foi vaporizada no impacto e 5 por cento foram espalhados na área circundante. 10 por cento permanecem debaixo da borda sul da cratera e os restantes cinco por cento foram destruídos por atrito na atmosfera antes do impacto.

### Bendengó
No Brasil, foi encontrado, em Monte Santo, na Bahia (1784), a que se chamou de Bendengó o maior meteorito brasileiro conhecido até o momento. Ele foi exposto no Museu Nacional. O aerolito formado essencialmente de ferro e níquel foi encontrado acidentalmente pelo menino Bernardino da Motta Botelho, em 1784. De forma irregular mede 2,15m de comprimento, por 1,50m de largura e 0,66 m de altura. Pesando 5.360 kg. Mais de um século após do achamento o meteorito foi transportado com muita dificuldade para o Rio de Janeiro, a pedido do imperador D. Pedro II.
A notícia viajou o mundo e a misteriosa “pedra” foi visitada por cientistas, entre eles A. F. Mornay que, em 1810, suspeitando tratar-se de um meteorito, foram a Monte Santo, exatamente no local da colisão, vindo a constatar que, de fato, tratava-se de um meteorito. Com muita dificuldade, conseguiu retiraram uns poucos fragmentos, que juntamente com as observações pessoais colhidas foram remetidos a Wollaston, da Real Sociedade de Londres.
Spix e Martius, outros visitantes ilustres foram a dupla de naturalistas alemães em 1820, os quais foram conhecer o meteorito em companhia de seu descobridor Bernardino da Motta Botelho. Encontraram o meteorito no mesmo ponto deixado. Com problemas , e depois de atearem fogo à “pedra” por 24 horas, conseguiram retirar alguns fragmentos do meteorito, os quais foram levados para a Europa, o maior deles sendo doado ao Museu de Munique.
Em 1886, o Imperador D. Pedro II, durante uma visita à França, tomou conhecimento do fato pela Academia de Ciências de Paris, prontificando-se a providenciar o transporte do objeto tão importante para o Rio de Janeiro, assim que retornasse ao Brasil.
A marcha de 113 km pelo Sertão demorou 126 dias, entre o local onde teve a colisão 102 anos antes, até a Estação de Ferro de Jacurici, avançando em média cerca de 900m por dia.
No dia 14 de maio de 1888, chegou o meteorito à Estação de Jacurici, e no dia 16  assentou-se o marco de chegada, denominado “Barão de Guahy”, no exato local de onde o meteorito embarcou com destino ao Museu Nacional do Rio de Janeiro. Da Estação de Jacurici a peça embarcou para Salvador e, de trem, percorreu 363 km, chegando a Salvador a 22 de maio de 1888. Lá chegando, foi pesado, verificando-se que o mesmo tinha, então, 5360 kg . Concluído o trabalho, o meteorito foi transportado a 27 de novembro de 1888 para o Museu Nacional, nessa época situado no Campo de Sant’Anna,.

## Curiosidades
- Os aerolitos ou meteoritos, por vezes, circulam em bandos por orbitas mais ou menos regulares, encontrando periodicamente a atmosfera da Terra e provocando o que se chama de chuva de estrelas ou chuva de meteoros. Um destes grupos, as chamadas Leônidas, aparece anualmente por volta do 11 de Novembro, embora somente de 33 em 33 anos chegue a seu total esplendor (1799,1833,1866 etc).[2]
- No mundo todo há colecionadores de aerolitos, pois o prazer de ter um exemplar cósmico, seja ele, uma poeira de asteroide, de um cometa, ou até um pedaço de Marte, ou da Lua, e pensar que aquele corpo vagou pelo espaço interplanetário, e por ventura veio a colidir com a Terra e sobreviveu a entrada na atmosfera .
- O ponto do céu de onde parece despencarem as chuvas de estrelas chama-se radiante.[2]
- Aproximadamente, de 70 a 3.000 aerolitos chegam a Terra em um ano.[2]
- O metal quase sempre neles encontrado é o ferro, combinado com níquel.[2]
- Os aerolitos são valiosos, pois é através deles que podemos compreender a origem do Sistema Solar, ou como a Terra foi formada. Não só tem valor científico, como também financeiro, pois facilmente o valor de 1 grama pode ser muito maior do que o do próprio ouro . Apesar de existirem meteoritos que são muito raros, como lunares e marcianos, que valem bastante dinheiro, a maioria dos meteoritos não valem tanto assim. O valor de um meteorito vai depender de diversos fatores, como: raridade, tipo do meteorito, aparência estética, tamanho, se ele é uma queda ou achado; etc. Meteoritos que foram autenticados pelo Meteoritical Society, em geral valem mais e os encontrados em desertos valem um pouco menos do que os encontrados em outros lugares do mundo. .[4].[10]

## Cultura Popular

### Literatura

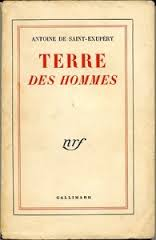
Terra dos Homens

No quarto capítulo do célebre livro Terra dos Homens de Antoine de Saint-Exupéry, o aviador e escritor relata um episódio em que, após pousar com seu avião na linha Casablanca-Dacar, num platô repleto de pedras calcárias, encontrou uma área com essas pedras. Descreve os aerolitos como "Sempre aquele aspecto de lava petrificada. Sempre aquela dureza de diamante negro."

### Televisão
Na série cômica mexicana Chapolin Colorado, de autoria do comediante Chespirito, há um capítulo que trata de uma chuva de aerolitos. Neste episódio, todos chamam os corpos celestes em questão de pedras, contrariando um cientista, interpretado por Ramón Valdez que repete durante todo o episódio: "Não são pedras, são aerolitos!".